# James M. Hinds
James M. Hinds (1833-1868) va ser un representant a la Cambra de Representants dels Estats Units assassinat pel Ku Klux Klan per causes controvertides, alguns ho van atribuir a un intent de pressionar les eleccions futures per mantenir lleis racistes i d'altres simplement van veure-hi una baralla descontrolada, ja que l'agressor estava begut al moment del crim.